# Droit d'outre-mer (France)
Pour les autres articles nationaux ou selon les autres juridictions, voir Droit d'outre-mer.

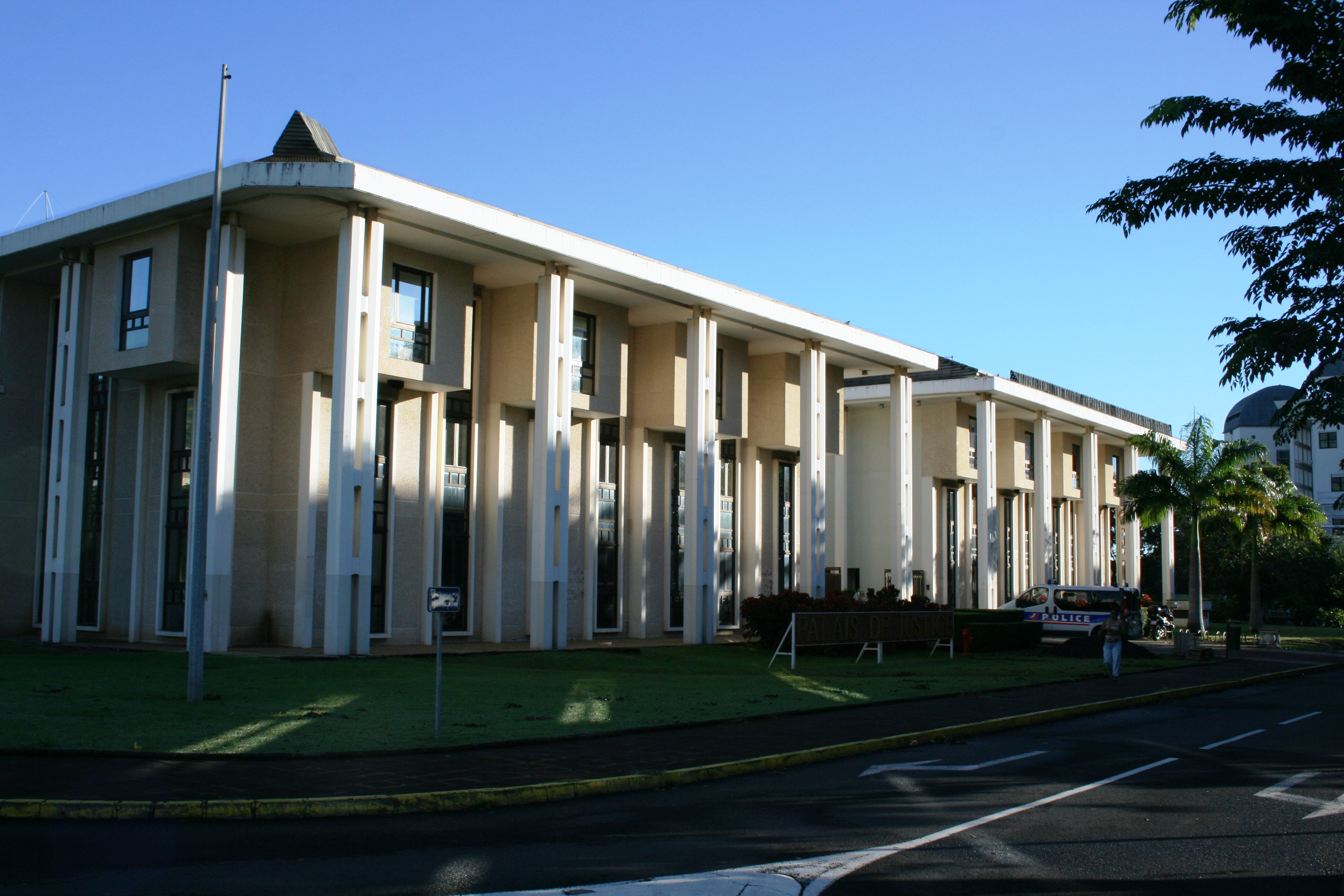
Palais de justice de Saint-Denis, à la Réunion.

Le droit d'outre-mer français est la branche du droit français pratiquée dans la France d'outre-mer. Son histoire remonte au droit colonial français. Les différents territoires connaissent une diversité de statuts. Il est censé être identique au droit français de l'Hexagone, mais il en diffère,.

## Histoire
Le passage de l'expression de « droit colonial » à celle de « droit d'outre-mer » a historiquement été proposé par des professeurs de droit français spécialisés dans les questions ultramarines. Parmi eux, Louis Rolland, Pierre Lampué, François Luchaire, et Pierre-François Gonidec, tous enseignants dans l'Hexagone, ont rédigé des manuels largement diffusés. Avant les indépendances, ils se concentraient sur le droit colonial, mais après, ils se sont spécialisés dans le droit africain ou international. Dès 1946, ils préconisent l'utilisation de l'expression « droit d'outre-mer », bientôt suivis par les programmes officiels des facultés de droit. Ce changement sémantique est d'inspiration libérale. En examinant les caractéristiques du droit d'outre-mer tel que présenté par la doctrine, on constate malgré tout qu'il partage de nombreuses similitudes avec le droit colonial. Toutefois, deux nouveautés émergent dans leur pensée de ce droit : un certain réalisme juridique, et une notion d'égalité englobant non seulement les individus mais aussi les populations et les territoires. Cette conception égalitaire se heurte cependant aux limites de l'Union française mise en place en 1946, critiquée par certains juristes pour son manque d'égalité réelle.

## Statuts

### Départements et régions d'outre-mer
Les départements et régions d'outre-mer (DROM) sont régis par l'article 73 de la Constitution. Ce statut concerne la Guadeloupe, la Martinique, la Guyane, La Réunion et Mayotte. Les lois et règlements applicables en métropole s'y appliquent de plein droit (régime de l'identité législative).
Leur organisation est la même que celle des départements et régions de métropole mais, depuis une révision constitutionnelle de 2008, ils peuvent être habilités par la loi ou par le règlement à fixer eux-mêmes les règles applicables sur leur territoire, dans un nombre limité de matières (qui excluent la nationalité, les droits civiques, les garanties des libertés publiques, l'État et la capacité des personnes, l'organisation de la justice, le droit pénal, la procédure pénale, la politique étrangère, la défense, la sécurité et l'ordre publics, la monnaie, le crédit et les changes ou le droit électoral).
L'article 73 de la Constitution prévoit qu'une collectivité territoriale unique peut se substituer à un département et une région d'outre-mer. Cette disposition s'applique à trois DROM :
- Mayotte, dont le conseil départemental exerce également les compétences d'un conseil régional ;
- la Guyane, dont l'Assemblée de Guyane exerce depuis décembre 2015 les compétences d'un conseil départemental et d'un conseil régional ;
- la Martinique, dont l'Assemblée de Martinique exerce depuis décembre 2015 les compétences d'un conseil départemental et d'un conseil régional avec un conseil exécutif chargé du pouvoir exécutif.

Les cinq départements en tant que régions ultrapériphériques appartiennent à l'Union européenne.

### Collectivités d'outre-mer

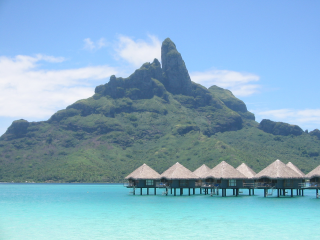
Le mont Otemanu à Bora-Bora en Polynésie française.

Les collectivités d'outre-mer (COM) sont régies par l'article 74 de la Constitution. Ce statut concerne Saint-Pierre-et-Miquelon, Saint-Barthélemy, Saint-Martin, Wallis-et-Futuna et la Polynésie française.
Le statut spécifique de chacune des collectivités d'outre-mer est fixé par une loi organique qui précise leurs compétences et les conditions dans lesquelles les lois et règlements applicables en métropole s'y appliquent (régime de la spécificité législative).
Seule la collectivité de Saint-Martin a un statut de région ultrapériphérique et fait donc partie de l'Union européenne.
| Collectivité                                          | Législation                                                               | Représentant de l'État            | Assemblée délibérante                            | Exécutif                                                                  |
| ----------------------------------------------------- | ------------------------------------------------------------------------- | --------------------------------- | ------------------------------------------------ | ------------------------------------------------------------------------- |
| Collectivité territoriale de Saint-Pierre-et-Miquelon | Sixième partie, Livre IV du Code général des collectivités territoriales  | Préfet                            | Conseil territorial de Saint-Pierre-et-Miquelon  | Président du conseil territorial Conseil exécutif                         |
| Collectivité de Saint-Barthélemy                      | Sixième partie, Livre II du Code général des collectivités territoriales  | Préfet délégué                    | Conseil territorial de Saint-Barthélemy          | Président du conseil territorial Conseil exécutif                         |
| Collectivité de Saint-Martin                          | Sixième partie, Livre III du Code général des collectivités territoriales | Préfet délégué                    | Conseil territorial de Saint-Martin              | Président du conseil territorial Conseil exécutif                         |
| Territoire des îles Wallis et Futuna                  | Loi no 61-814 du 29 juillet 1961                                          | Administrateur supérieur          | Assemblée territoriale des îles Wallis-et-Futuna | Administrateur supérieur en tant que chef du territoire ; rois coutumiers |
| Collectivité de la Polynésie française                | Loi organique no 2004-192 du 27 février 2004                              | Haut-commissaire de la République | Assemblée de la Polynésie française              | Président Gouvernement                                                    |

### Nouvelle-Calédonie
Le régime institutionnel de la Nouvelle-Calédonie est fixé par le titre XIII de la Constitution et la Loi organique relative à la Nouvelle-Calédonie du 19 mars 1999. Ces dispositions sont censées être transitoires, en l'attente de l'organisation d'un référendum d'autodétermination sur la possible indépendance de la Nouvelle-Calédonie. Elles autorisent l'existence d'une citoyenneté néocalédonienne au sein de la nationalité française et l'adoption de signes identitaires.
La Nouvelle-Calédonie est administrée par un Congrès de la Nouvelle-Calédonie qui peut adopter des lois du pays à valeur quasi-législative et qui élit le gouvernement de la Nouvelle-Calédonie. Le gouvernement est un organe collégial élu au scrutin proportionnel, ce qui permet d'assurer la représentation des principales familles politiques.
La Nouvelle-Calédonie est divisée en trois provinces. Collectivités territoriales, les provinces disposent chacune d'une assemblée provinciale qui élit un président de province. Les provinces ont d'importants pouvoirs puisqu'elles exercent toutes les compétences qui ne sont pas dévolues à la Nouvelle-Calédonie ou réservés à l'État.
Il existe en outre un Sénat coutumier compétent sur les questions touchant à la coutume et au statut personnel des Kanaks.
L'État est représenté en Nouvelle-Calédonie par un Haut-commissaire de la République.

### Autres territoires

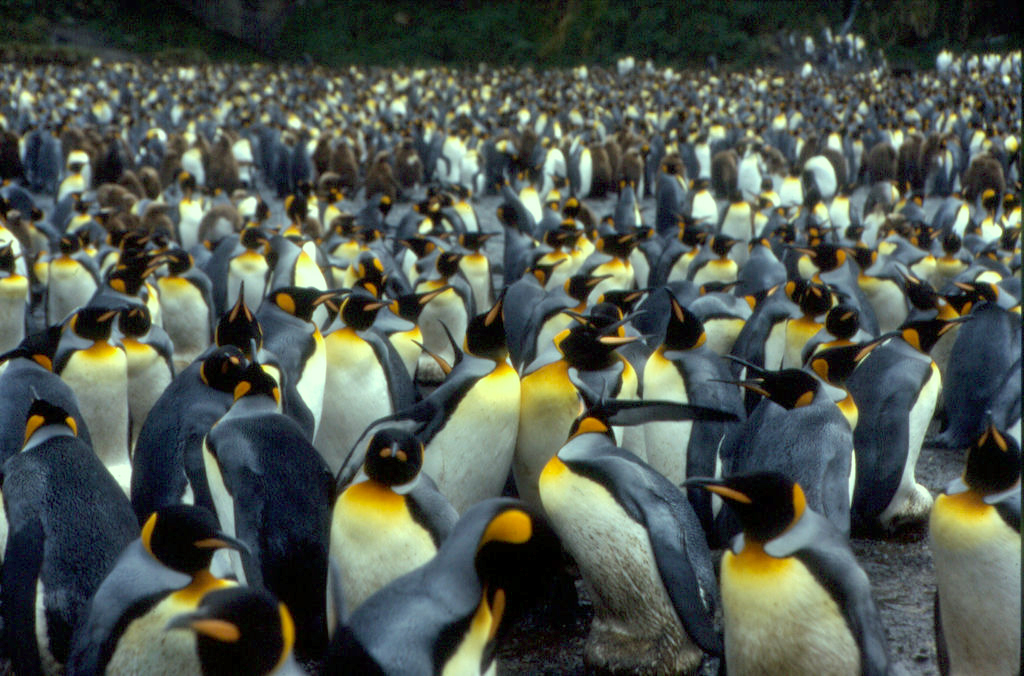
Manchots royaux sur une plage des îles Crozet, Terres australes et antarctiques françaises.

Le statut des territoires inhabités des Terres australes et antarctiques françaises (TAAF) et de l'île de Clipperton est fixé par la loi du 6 août 1955 :
- les TAAF forment un territoire d'outre-mer placé sous l'autorité d'un administrateur supérieur, représentant de l'État et chef du territoire. Il est basé à Saint-Pierre (La Réunion) ;
- Clipperton est placé sous l'autorité directe du gouvernement français. Le ministre des Outre-mer est chargé de son administration.

## Exceptionnalité
Selon Catherine Benoît, le régime spécial du droit des étrangers mis en place dans la France d'outre-mer à partir des années 80 constitue un terrain d'expérimentation juridique. Selon elle, les durcissements effectués outre-mer sont ensuite importés dans l'Hexagone.

## Justice
La justice française d'outre-mer connaît un certain nombre de spécificités.  Selon la chercheuse Mathilde Cohen:

« Par le biais d'une variété de discours et de politiques de subordination, les tribunaux français d'outre-mer demeurent sujets aux mécanismes coloniaux de contrôle. L'État-nation unitaire actuel, prétendument décolonisé, s'efforce de tenir les peuples autochtones hors des tribunaux – ou tout du moins à l'écart des palais de justice situés sur leurs terres – et ne remet pas en question la légitimité de l'entretien outre-mer d'un système judiciaire administré par une métropole. »

### Accès à la justice
L'éloignement géographique, l'application sélective des lois métropolitaines, et la conciliation entre l'égalité et la prise en compte des particularités locales sont des facteurs compliquant la réalisation l'idéal d'accès à la justice que la culture française considère comme un droit fondamental. Selon Juliane Pinsard, l'utilisation de la visioconférence ne peut pas représenter une vraie solution à ces problèmes.

### Appréhension des ordres juridiques locaux
Le droit d'outre-mer appréhende les traditions juridiques locales de manière disparate à cause des tensions qu'elle causent dans l'idéologie de l'universalisme républicain. Dans certains territoires, tels que Mayotte, la Nouvelle-Calédonie et Wallis-et-Futuna, les agents de la république française reconnaissent formellement un droit caractérisé comme « coutumier », tandis que dans d'autres, comme la Polynésie française et la Guyane, le droit d'outre-mer ignore officiellement toute juridicité autochtone. Pour des raisons historiques liées principalement à l'institution de l'indigénat, c'est la justice civile qui est le terrain de l'appréhension des droits locaux au sein de la justice française. Le traitement des affaires familiales est particulièrement imprégné de cette logique de connaissance judiciaire du droit local.